# The Rider - Il sogno di un cowboy
The Rider - Il sogno di un cowboy (The Rider) è un film del 2017 scritto e diretto da Chloé Zhao.

## Trama
Brady vive in ristrettezze economiche con il padre Wayne e la sorella minore Lilly, autistica, nella comunità dei Lakota Sioux della Pine Ridge Reservation. Un tempo astro nascente del circuito del rodeo, Brady ha subito danni cerebrali a causa di un incidente durante una gara, che gli impediscono parzialmente le funzioni motorie della mano destra e lo hanno lasciato soggetto a crisi epilettiche. I medici gli hanno detto inoltre che non può più cavalcare, altrimenti le sue convulsioni peggioreranno. Brady va regolarmente a trovare il suo amico Lane, che vive in una struttura di assistenza dopo aver subito gravi danni cerebrali a causa di un incidente simile al suo. Nel frattempo suo padre, vedovo, fa poco per prendersi cura della famiglia, sprecando i loro soldi per bere e giocare d'azzardo. Per aiutarli a tenere la loro roulotte, vende il loro cavallo, Gus, con grande dispiacere di Brady.
Brady ottiene un lavoro come commesso per cercare di raccogliere fondi per la famiglia; si guadagna inoltre da vivere anche domando cavalli. Con i suoi risparmi vuole comprare un nuovo cavallo, che gli viene comprato dal padre; l'uomo crea un legame molto forte con il cavallo, come aveva fatto con Gus in passato. Tuttavia, il suo costante cavalcare e il rifiuto di riposare a causa delle lesioni cerebrali gli causano un attacco quasi fatale. I medici lo avvertono che se non smette di cavalcare potrebbe morire. Al ritorno a casa, Brady scopre che il suo cavallo ha tentato di fuggire dal recinto, ferendo permanentemente una delle sue zampe. Sapendo che il cavallo non potrà mai più essere cavalcato, deve chiedere al padre di abbatterlo, dopo non essere riuscito a farlo da sé. Dopo un litigio con il padre, Brady decide di partecipare a una gara di rodeo nonostante gli avvertimenti del medico. Alla gara, prima di andare avanti, vede suo padre e sua sorella che lo guardano. Decide allora di abbandonare la competizione e, presumibilmente, la sua vita da rodeo.

## Distribuzione
Il film è stato presentato in anteprima a maggio 2017 al Festival di Cannes nella sezione Quinzaine des Réalisateurs. Successivamente è stato proiettato in molti festival cinematografici internazionali, tra cui Telluride Film Festival, Toronto International Film Festival, BFI London Film Festival e Sundance Film Festival.
È distribuito nelle sale cinematografiche statunitensi il 13 aprile 2018 dalla Sony Pictures Classics.

## Riconoscimenti
- 2017 – Festival di Cannes
  - Premio Art Cinéma
- 2017 – Festival del cinema americano di Deauville
  - Grand Prix
- 2018 – Palm Springs International Film Festival
  - Directors to Watch a Chloé Zhao
- 2018 – Independent Spirit Awards
  - Candidatura per il Miglior film
  - Candidatura per il Miglior regista a Chloé Zhao
  - Candidatura per il Miglior montaggio a Alex O'Flinn
  - Candidatura per la Miglior fotografia a Joshua James Richards
- 2018 – Gotham Independent Film Awards[1]
  - Miglior film
- 2018 – British Independent Film Awards[2]
  - Candidatura per il miglior film indipendente internazionale
- 2018 – National Board of Review[3]
  - Migliori dieci film indipendenti
- 2018 – National Society of Film Critics Awards[4]
  - Miglior film